# Ketenowo
Ketenowo, Ketenovo (maced. Кетеново) – wieś w północno-wschodniej Macedonii Północnej, w gminie Kratowo.